# Uwe Oswald
Uwe Oswald (* 1953 in Gorndorf bei Saalfeld) ist ein deutscher Maler und Bildhauer.

## Leben
Von 1975 bis 1980 studierte Uwe Oswald Malerei an der Hochschule für Kunst und Musik in Bremen. Seit 2011 erfüllt Oswald Lehraufträge im Bereich Kunst / Grafik und Plastik an der Universität Vechta. Der Künstler lebt zurzeit in Barnstorf.

## Werk
Uwe Oswald fertigt Holz- und Steinskulpturen, Tonplastiken, Bronzeplastiken, Gemälde, Zeichnungen und Radierungen an.
Eine besonders hohe Konzentration von Skulpturen Oswalds ist in der Gemeinde Goldenstedt im Landkreis Vechta anzutreffen, in der der Künstler lange Zeit wohnte.

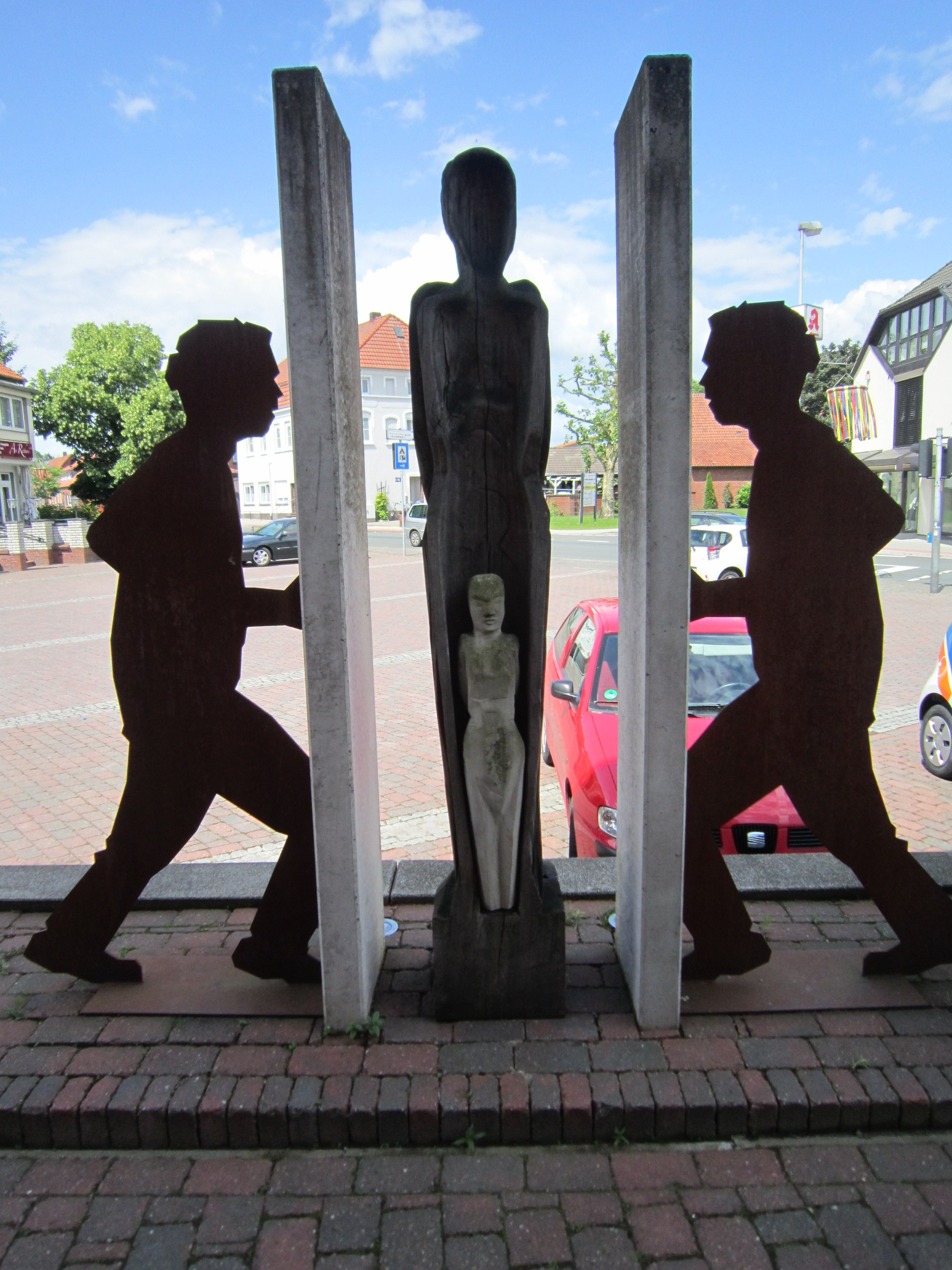
Skulptur „Geborgenheit“ vor dem Eingang des Goldenstedter Rathauses
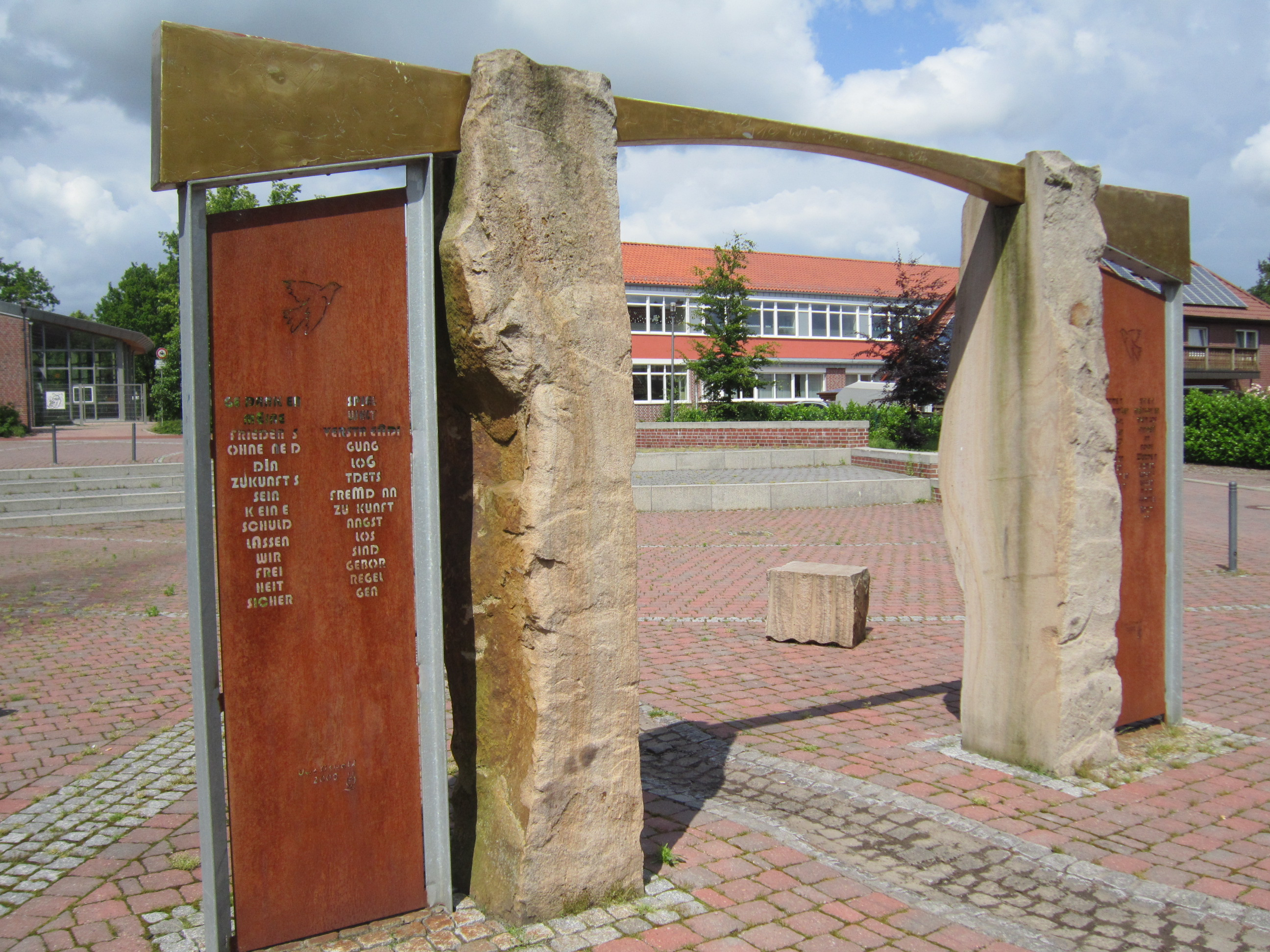
Skulptur „Zeitbrücke“ zwischen der Pfarrkirche und der Feuerwehr Goldenstedt
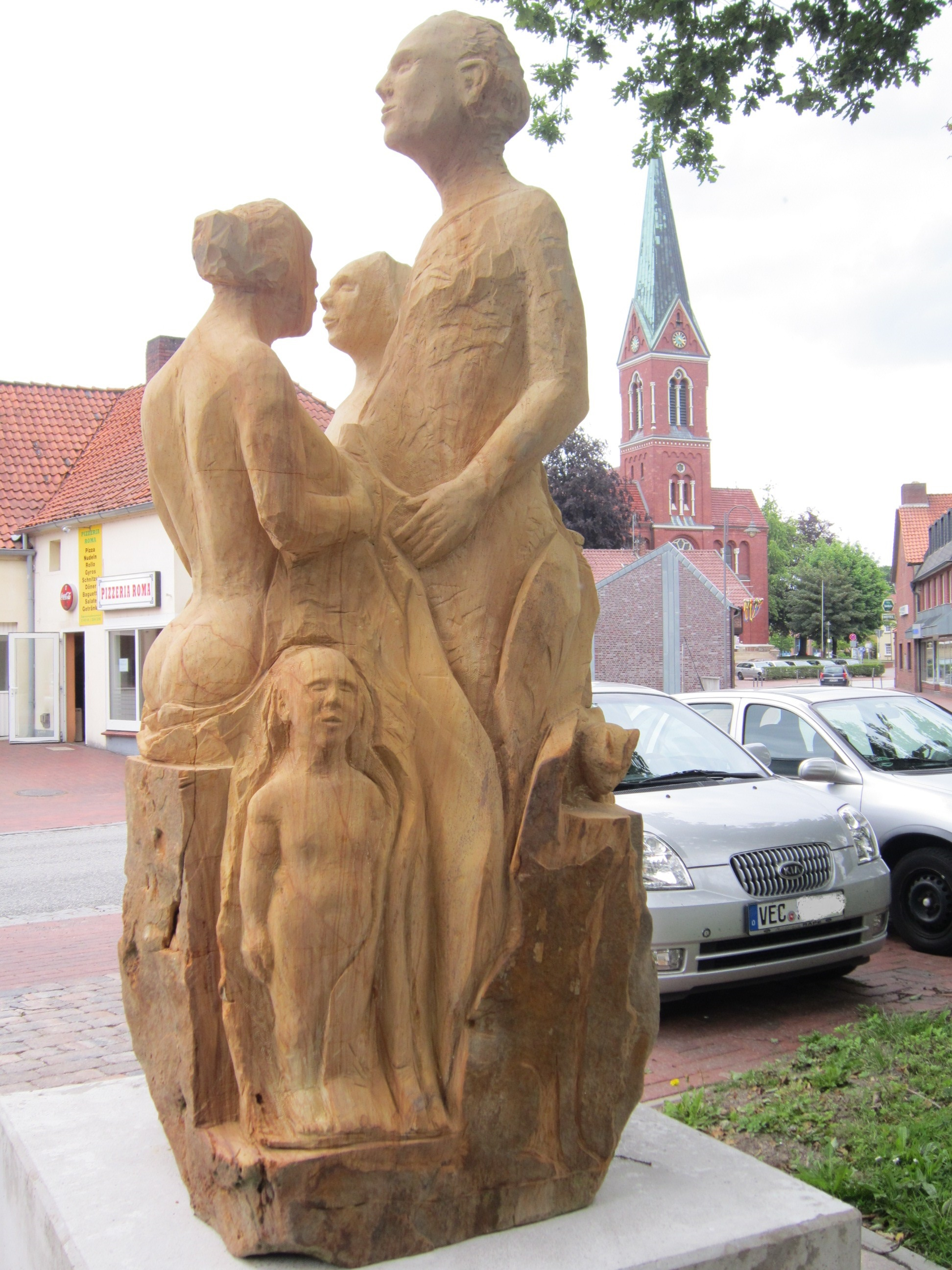
Sandsteinskulptur „Drei Generationen“ am Eingang zum Mehrgenerationenpark in Goldenstedt
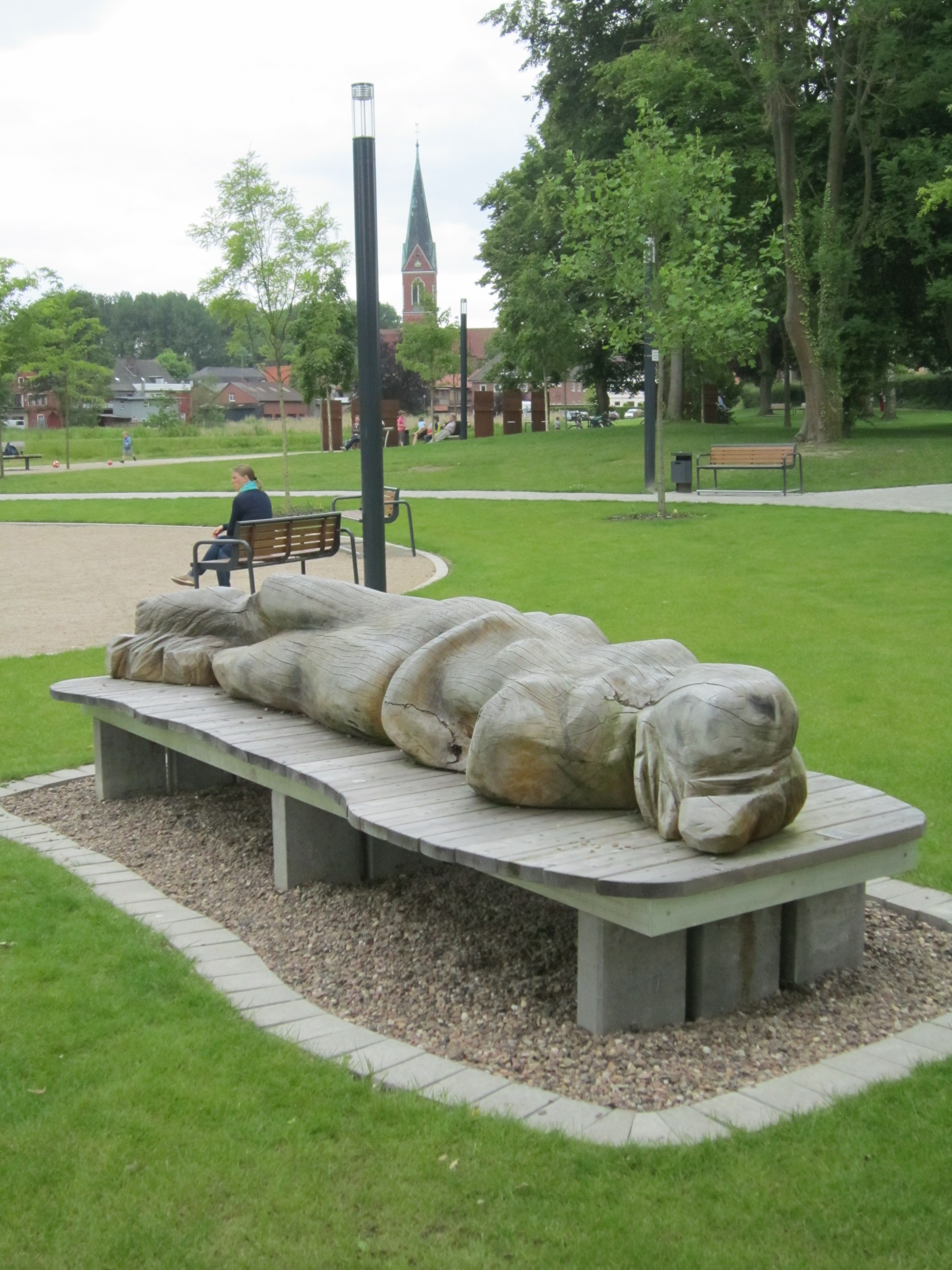
Liegende Holzskulptur „Mutter Erde“ im Mehrgenerationenpark Goldenstedt
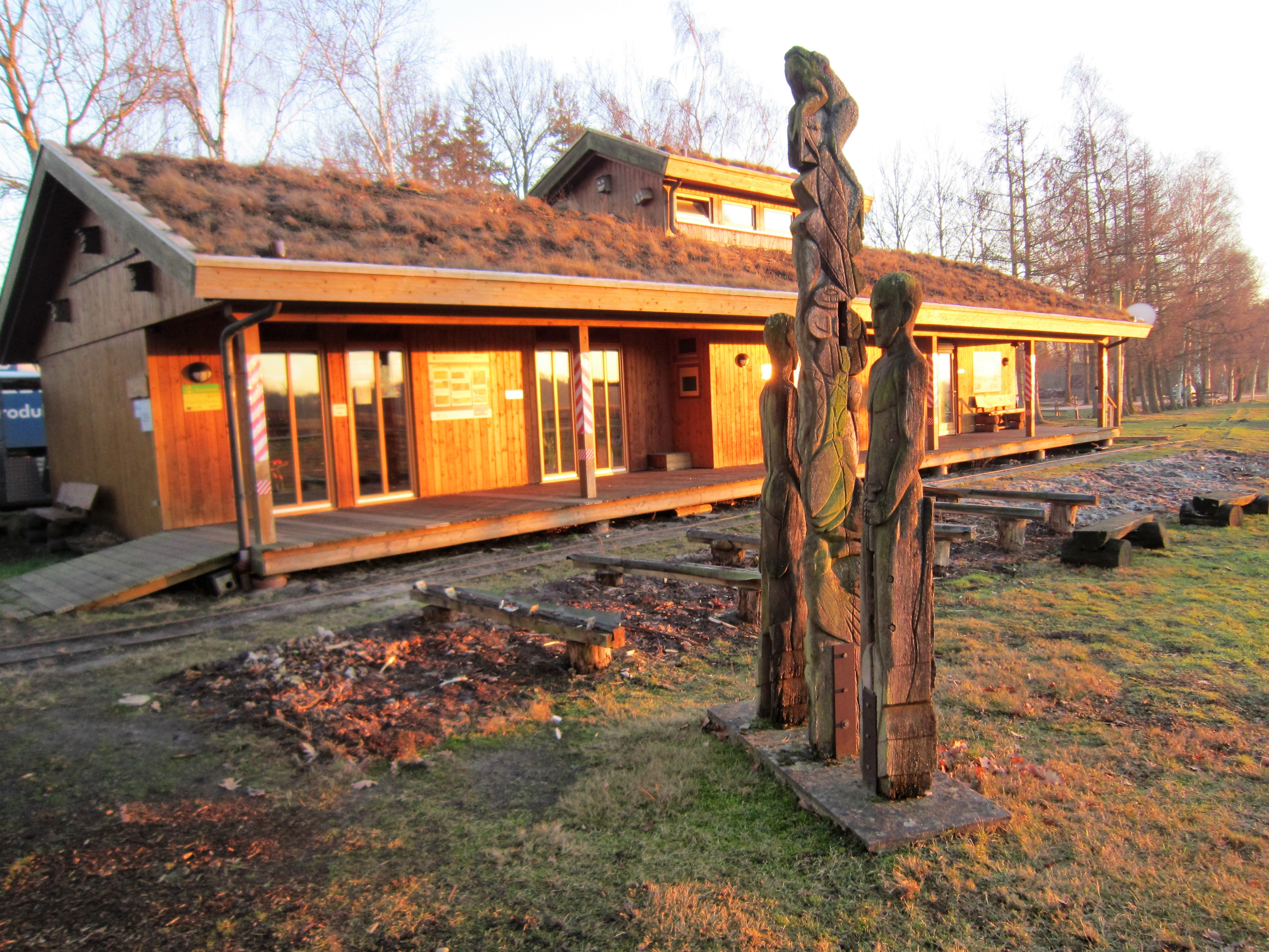
Triptychon (drei Holzskulpturen) vor dem Moorbahn-Bahnhof beim „Haus im Moor“ im Goldenstedter Moor
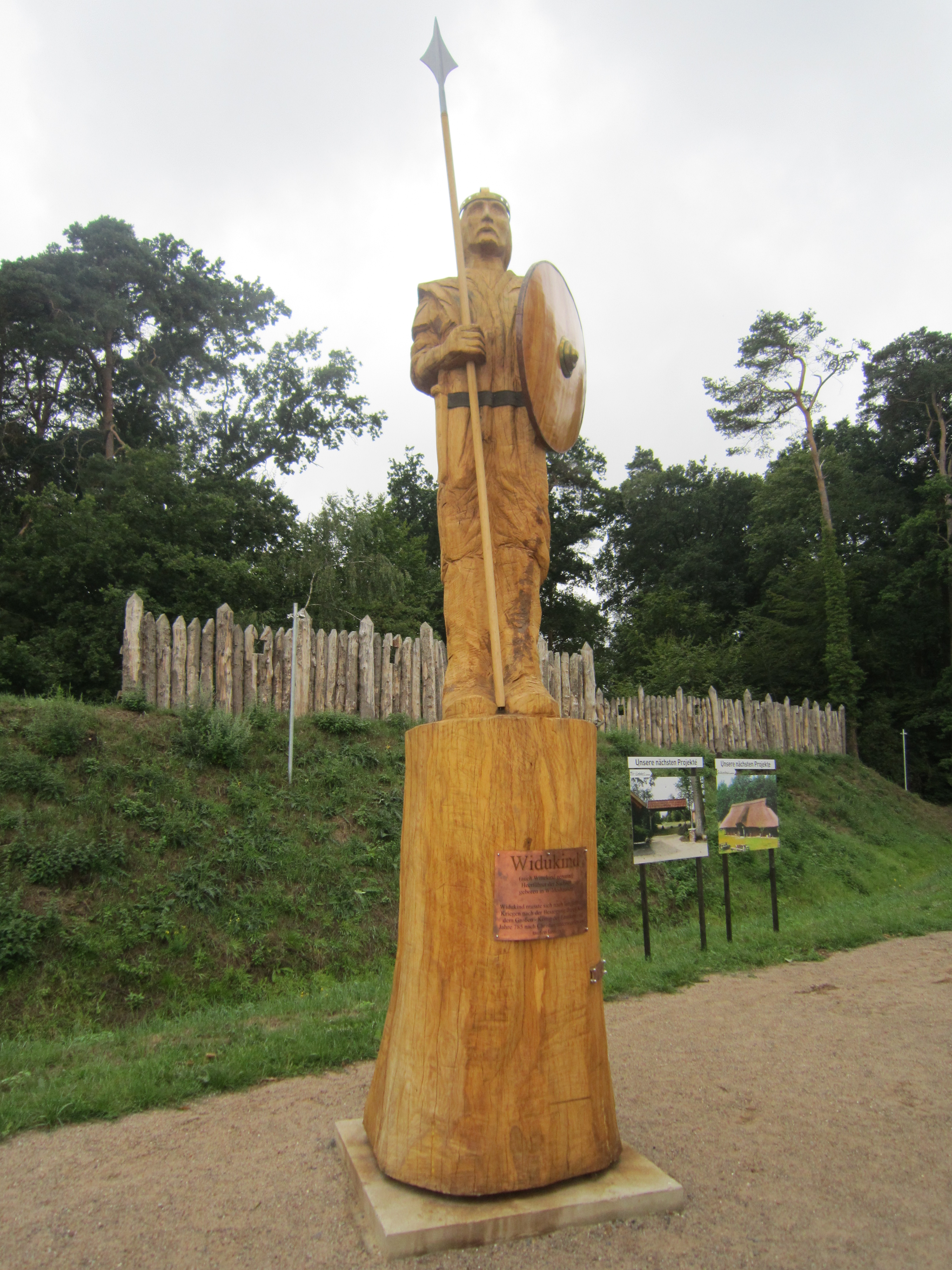
Widukind, Holzstatue vor dem äußeren Ring der Arkeburg

## Preise und Auszeichnungen
- 1982: 1. Preis Wandbild Oslebshauser Heerstraße, Bremen
- 1982: 1. Preis „Wandbilder Hundert Jahre Kieler Woche“, Kiel[3]
- 1984: Preisträger „mail art“, Kunsthalle Wilhelmshaven
- 1989: Preisträger „Achimer Kunstpreis“ und Publikumspreis
- 2014: 1. Preis  Kunstwettbewerb „150 Jahre Rotes Kreuz“, Oldenburg
- 2020: Kulturpreis des Landkreises Diepholz[4]